# Dietrich Teller
Dietrich Teller (* 21. April 1944 in Wolfsberg; † 30. Juli 2021) war ein österreichischer Politiker (ÖVP). Teller war 1999 Abgeordneter zum Nationalrat.

## Leben
Teller besuchte von 1950 bis 1954 die Volksschule und danach bis 1958 das Gymnasium St. Paul. Er schloss 1963 die Handelsakademie in Klagenfurt mit der Matura ab und studierte von 1963 bis 1968 an der Hochschule für Welthandel, wobei er den akademischen Grad Dkfm. erwarb. Zudem leistete er von 1973 bis 1974 den Präsenzdienst ab. Teller arbeitete von 1968 bis 1972 als Betriebsberater in Düsseldorf und war danach von 1973 bis 1999 als Unternehmer mit der Firma Dkfm. Dietrich Teller GesmbH tätig. 1996 wurde ihm der Berufstitel Kommerzialrat verliehen.

## Politik
Teller war von 1981 bis 1988 Gremialvorsteher des Kärntner Textilhandels der Wirtschaftskammer Kärnten und hatte von 1986 bis 1999 das Amt des Obmanns der Sektion Handel in der Wirtschaftskammer Kärnten inne. Er war zudem ab 1995 Kammerrat der Wirtschaftskammer Kärnten und ab 1995 ordentliches Mitglied des Kammertages der Wirtschaftskammer Österreich. Teller vertrat zudem die ÖVP vom 13. April 1999 bis zum 28. Oktober 1999 im Nationalrat.